# ECAC Hockey

Mapa ECAC Hockey

ECAC Hockey je jednou ze šesti konferencí, které se účastní výhradně hokejové divize v organizaci: National Collegiate Athletic Association. ECAC Hockey byla dříve spojena s konferencí Eastern College Athletic Conference, která sdružuje více než 300 škol na východě USA. Od té se ovšem v roce 2004 oddělila, ale zkratku ECAC si v názvu ponechala.

## Historie
ECAC Hockey League byla založena v roce 1962. V červnu 1983, začaly odcházet z konference některé školy, které byly členy Ivy League, kvůli neshodám ohledně harmonogramu. Po založení konference Hockey East v roce 1984 se odpojily tyto školy: Boston University, Boston College, Providence College, Northeastern University a University of New Hampshire. Po těchto odchodech měla ECAC pouze 12 týmů: United States Military Academy, Brown, Clarkson, Colgate, Cornell, Dartmouth, Harvard, Princeton, RPI, St. Lawrence, Vermont a Yale. Armádní škola byla v ECAC až do roku 1991 a poté se stali nezávislými (v současnosti hrají v Atlanic Hockey) a v ECAC je nahradila Union College (New York). Vermont opustil ECAC v roce 2005, když přešel k Hockey East a nahradila jej Quinnipiac University.

## Členství
- Brown University
  - 3x mistryně ženské ECAC (1998, 2000, 2002)
- Clarkson University
  - 5x mistři mužské ECAC (1966, 1991, 1993, 1999, 2007)
  - 10x mistři mužské ECAC v základní části (1966, 1977, 1981, 1982, 1991, 1995, 1997, 1999, 2001, 2008)
- Colgate University
  - 1x mistři mužské ECAC (1990)
  - 3x mistři mužské ECAC v základní části (1990, 2004, 2006)
  - mistři mužské NCAA (1990)
- Cornell University
  - 12x mistři mužské ECAC (1967, 1968, 1969, 1970, 1973, 1980, 1986, 1996, 1997, 2003, 2005, 2010)
  - 8x mistři mužské ECAC v základní části (1968, 1969, 1970, 1972, 1973, 2002, 2003, 2005)
  - 1x mistryně ženské ECAC (2010)
  - 1x mistryně ženské ECAC v základní části (2010)
  - 2x mistři mužské NCAA (1967, 1970)
- Dartmouth College
  - 1x mistři mužské ECAC v základní části (2006)
  - 4x mistryně ženské ECAC (2001, 2003, 2007, 2009)
- Harvard University
  - 8x mistři mužské ECAC (1963, 1971, 1983, 1987, 1994, 2002, 2004, 2006)
  - 5x mistryně ženské ECAC (1999, 2004, 2005, 2006, 2008)
  - 10x mistři mužské ECAC v základní části (1963, 1973, 1975, 1986, 1987, 1988, 1989, 1992-94)
  - 5x mistryně ženské ECAC v základní části (1999, 2003, 2004, 2005, 2008)
  - 1x mistři mužské NCAA (1989)
  - 1x mistryně ženského národního šampionátu (1999)
- Princeton University
  - 2x mistři mužské ECAC (1998, 2008)
- Quinnipiac University
  - Nový člen v roce 2005
- Rensselaer Polytechnic Institute
  - 3x mistři mužské ECAC (1984, 1985, 1995)
  - 2x mistři mužské ECAC v základní části (1984, 1985)
  - 2x mistři mužské NCAA (1954, 1985)
  - Ženský tým založili v roce 2006
- St. Lawrence University (Team article)
  - 6x mistři mužské ECAC (1962, 1988, 1989, 1992, 2000, 2001)
  - 2x mistři mužské ECAC v základní části (2000, 2007)
  - 2x mistryně ženské ECAC v základní části (2005, 2006)
- Union College
- Yale University
  - 1x mistři mužské ECAC (2009)
  - 3x mistři mužské ECAC v základní části (1998, 2009, 2010)

V sezóně 2006-07 se účastnily ligy ECAC Hockey, všechny ženské i mužské týmy členských škol, což se povedlo v hokejové konferenci pouze v ECAC Hockey.
6 členů ECAC Hockey je současně členy Ivy League
| Organizace                       | Místo                    | Přezdívka      | Založena | Zřizovatel                                                                                               | Zápis  | Primární konference    |
| -------------------------------- | ------------------------ | -------------- | -------- | --- | ------ | ---------------------- |
| Brown University                 | Providence, Rhode Island | Bears          | 1764     | Neveřejný, založena Baptisty, ale zakládající listina garantuje, že výuka nebude nábožensky ovlivňována. | 7,744  | Ivy League             |
| Clarkson University              | Potsdam, New York        | Golden Knights | 1896     | Soukromý/Neveřejný                                                                                       | 3,100  | Liberty League (D-III) |
| Colgate University               | Hamilton, New York       | Raiders        | 1819     | Soukromý/Neveřejný, založený Baptisty                                                                    | 2,800  | Patriot League         |
| Cornell University               | Ithaca, New York         | Big Red        | 1865     | Soukromý/Neveřejný                                                                                       | 20,400 | Ivy League             |
| Dartmouth College                | Hanover, New Hampshire   | Big Green      | 1769     | Soukromý/Kongregacionalisté                                                                              | 5,753  | Ivy League             |
| Harvard University               | Cambridge, Massachusetts | Crimson        | 1636     | Soukromý/Unitáři                                                                                         | 20,042 | Ivy League             |
| Princeton University             | Princeton, New Jersey    | Tigers         | 1746     | Neveřejný, ale založen byl Presbyteriány                                                                 | 6,677  | Ivy League             |
| Quinnipiac University            | Hamden, Connecticut      | Bobcats        | 1929     | Soukromý/Neveřejný                                                                                       | 7,700  | NEC                    |
| Rensselaer Polytechnic Institute | Troy, New York           | Engineers      | 1824     | Soukromý/Neveřejný                                                                                       | 6,376  | Liberty League (D-III) |
| St. Lawrence University          | Canton, New York         | Saints         | 1856     | Menšinové subjekty, založena Universalistickou církví                                                    | 2,100  | Liberty League (D-III) |
| Union College                    | Schenectady, New York    | Dutchmen       | 1795     | Soukromý/Neveřejný                                                                                       | 2,100  | Liberty League (D-III) |
| Yale University                  | New Haven, Connecticut   | Bulldogs       | 1701     | Soukromý/Kongregationalisté                                                                              | 11,483 | Ivy League             |

## Mistrovství ECAC Hockey mužů
Mezi roky 1962 a 1992, bylo mistrovství hráno v Bostonu ve státě Massachusetts, mezi roky 1962 a 1966 v Boston Areně a mezi roky 1966 a 1992 v Boston Garden.
Mezi roky 1993 a 2002, byly zápasy mistrovství hrány v Olympic Center v Lake Placid ve státě New York.
Od roku 2003 se zápasy mistrovství ECAC hrály v Times Union Center (dříve Pepsi Arena) v Albany ve státě New York.
Počínaje rokem 2011 se mistrovství ECAC bude hrát v Boardwalk Hall v Atlantic City, New Jersey po tři roky.
Vítězi mistrovství je udělena trofej (Whitelaw Cup) a je mu automaticky nabídnuta účast v Mistrovství NCAA mužů.
| - 1962 St. Lawrence porazil Clarkson 5-2 - 1963 Harvard porazil Boston College 4-3 (ot) - 1964 Providence porazil St. Lawrence 3-1 - 1965 Boston College porazil Brown 6-2 - 1966 Clarkson porazil Cornell 6-2 - 1967 Cornell porazil Boston University 4-3 - 1968 Cornell porazil Boston College 6-3 - 1969 Cornell porazil Harvard 4-2 - 1970 Cornell porazil Clarkson 3-2 - 1971 Harvard porazil Clarkson 7-4 - 1972 Boston University porazil Cornell 4-1 - 1973 Cornell porazil Boston College 3-2 - 1974 Boston University porazil Harvard 4-2 - 1975 Boston University porazil Harvard 7-3 - 1976 Boston University porazil Brown 9-2 - 1977 Boston University porazil New Hampshire 8-6 - 1978 Boston College porazil Providence 4-2 - 1979 New Hampshire porazil Dartmouth 3-2 - 1980 Cornell porazil Dartmouth 5-1 - 1981 Providence porazil Cornell 8-4 - 1982 Northeastern porazil Harvard 5-2 - 1983 Harvard porazil Providence 4-1 - 1984 Rensselaer porazil Boston University 5-2 - 1985 Rensselaer porazil Harvard 3-1 - 1986 Cornell porazil Clarkson 3-2 (ot) | - 1987 Harvard porazil St. Lawrence 6-3 - 1988 St. Lawrence porazil Clarkson 3-0 - 1989 St. Lawrence porazil Vermont 4-1 - 1990 Colgate porazil Rensselaer 5-4 - 1991 Clarkson porazil St. Lawrence 5-4 - 1992 St. Lawrence porazil Cornell 4-2 - 1993 Clarkson porazil Brown 3-1 - 1994 Harvard porazil Rensselaer 3-0 - 1995 Rensselaer porazil Princeton 5-1 - 1996 Cornell porazil Harvard 2-1 - 1997 Cornell porazil Clarkson 2-1 - 1998 Princeton porazil Clarkson 5-4 (2ot) - 1999 Clarkson porazil St. Lawrence 3-2 - 2000 St. Lawrence porazil Rensselaer 2-0 - 2001 St. Lawrence porazil Cornell 3-1 - 2002 Harvard porazil Cornell 4-3 (2ot) - 2003 Cornell porazil Harvard 3-2 (ot) - 2004 Harvard porazil Clarkson 4-2 - 2005 Cornell porazil Harvard 3-1 - 2006 Harvard porazil Cornell 6-2 - 2007 Clarkson porazil Quinnipiac 4-2 - 2008 Princeton porazil Harvard 4-1 - 2009 Yale porazil Cornell 5-0 - 2010 Cornell porazil Union 3-0 |

### Cleary Cup
Cleary Cup, pojmenovaný po bývalém hráči a trenérovi Harvardu Billu Clearym, je udělován vítězi základní části.

## Mistrovství ECAC Hockey žen
| - 1985 Providence porazil New Hampshire - 1986 New Hampshire porazil Northeastern - 1987 New Hampshire porazil Northeastern - 1988 Northeastern porazil Providence - 1989 Northeastern porazil Providence - 1990 New Hampshire porazil Providence (v Durhamu ve státě New Hampshire) - 1991 New Hampshire porazil Northeastern (Durham) - 1992 Providence porazil New Hampshire (v Providence na Rhode Islandu) - 1993 Providence porazil New Hampshire (v Bostonu) - 1994 Providence porazil Northeastern (Providence) - 1995 Providence porazil New Hampshire (Providence) - 1996 New Hampshire porazil Providence (Durham) - 1997 Northeastern porazil New Hampshire (Boston) | - 1998 Brown porazil New Hampshire (Boston) - 1999 Harvard porazil New Hampshire (Providence) - 2000 Brown porazil Dartmouth (Providence) - 2001 Dartmouth porazil Harvard (v Hanoveru ve státě New Hampshire) - 2002 Brown porazil Dartmouth (Hanover) - 2003 Dartmouth porazil Harvard (Providence) - 2004 Harvard porazil St. Lawrence (ve Schenectady ve státě New York) - 2005 Harvard porazil Dartmouth (Schenectady) - 2006 Harvard porazil Brown (v Cantonu ve státě New York) - 2007 Dartmouth porazil St. Lawrence (Hanover) - 2008 Harvard porazil St. Lawrence (Boston) - 2009 Dartmouth porazil Rensselaer (Boston) - 2010 Cornell porazil Clarkson (v Ithace ve státě New York) |

## Stadiony v konferenci
| Škola        | Stadion                                       | Kapacita |
| ------------ | --------------------------------------------- | -------- |
| Brown        | Meehan Auditorium (1962)                      | 3,100    |
| Clarkson     | Cheel Arena (1991)                            | 3,000    |
| Colgate      | Starr Rink (1959)                             | 2,246    |
| Cornell      | Lynah Rink (1957)                             | 4,267    |
| Dartmouth    | Thompson Arena (1975)                         | 4,500    |
| Harvard      | Bright Hockey Center (1956/1979)              | 2,850    |
| Princeton    | Hobey Baker Memorial Rink (1923)              | 2,092    |
| Quinnipiac   | TD Bank Sports Center (2007)                  | 3,386    |
| Rensselaer   | Houston Field House (1949)                    | 4,780    |
| St. Lawrence | Appleton Arena (1951)                         | 3,000    |
| Union        | Frank L. Messa Rink at Achilles Center (1975) | 2,225    |
| Yale         | Ingalls Rink (1958)                           | 3,486    |